# 後藤璃香
後藤 璃香（ごとう りか・1985年8月6日 - ）は、岐阜県出身のレースクイーン、タレントである。

## 来歴・人物
- 2002年、プラチナムプロダクションに所属。2003年、全日本GT選手権にて「LAPIANS マッハ号GTレースクイーン」としてRQデビュー。
- 2005年から2006年までSUPER GT「direxivレースクイーン」、2008年にはSUPER GT「MOLAレオパレス21」レースクイーンを務める。
- 2010年11月1日付でプラチナムプロダクションを退所。同時に個人ブログをアメブロへと移した。
- 趣味はお菓子作り、読書、音楽鑑賞。
- 好きな色はピンク、白、黒。
- 現在、ソープランド「サブマリン」でソープ嬢

## 出演

### テレビ
- OUT★PUT（2005年、テレビ東京）
- 続・RQコラボ（2006年4月、エンタ!371） - 渋谷真由と共演
- 『ぷっ』すま（2007年7月24日、テレビ朝日）

### 広告
- 鈴乃屋